# Ilybiosoma
Ilybiosoma là một chi bọ cánh cứng trong họ Dytiscidae.
Chi này được Crotch miêu tả khoa học năm 1873.

## Các loài
Chi này gồm các loài:
- Ilybiosoma amaroides (Sharp, 1882)
- Ilybiosoma bjorkmanae (Hatch, 1939)
- Ilybiosoma brevicolle (LeConte, 1857)
- Ilybiosoma cordatum (LeConte, 1853)
- Ilybiosoma discicolle (Ancey, 1882)
- Ilybiosoma flohrianum (Sharp, 1887)
- Ilybiosoma ilybiiforme (Zimmermann, 1928)
- Ilybiosoma kermanense (J.Balfour-Browne, 1939)
- Ilybiosoma lugens (LeConte, 1852)
- Ilybiosoma minnesotense (Wallis, 1933)
- Ilybiosoma oaxacaense (Larson, 2000)
- Ilybiosoma pandurum (Leech, 1942)
- Ilybiosoma perplexum (Sharp, 1882)
- Ilybiosoma regulare (LeConte, 1852)
- Ilybiosoma roguum (Larson, 1997)
- Ilybiosoma seriatum (Say, 1823)
- Ilybiosoma yeti Brancucci & Hendrich, 2006